# モヒート
モヒート（スペイン語: mojito）とは、ラムをベースとした、冷たいタイプのロングドリンクに分類されるカクテルの1種である。キューバのハバナが発祥の地である。有名なカクテルであり、いくつかのレシピがある。

## 由来
モヒートの語源は、スペイン語のmojar （濡らす）に由来するとされる。
新大陸として注目されていたアメリカ諸国から得られる富をコントロールする名目で、英国女王エリザベス1世が、スペイン領の都市を略奪する海賊達の手助けをしていた16世紀後半、海賊フランシス・ドレークの部下であるリチャード・ドレークが、1586年にモヒートの前身となる飲み物「ドラケ(draque)」をキューバの人々へ伝えた、という説が有力。
その説によるとドラケのレシピは、アグアルディエンテ（サトウキビを原料とする蒸留酒で、荒削りなラム酒の前身）と砂糖、ライム、ミントを混ぜ合わせる、となっている。また、ドラケは、ハバナを過去最悪のコレラが襲ったときに、木製のスプーンと共に提供され、医療目的でも消費されていたとされる。
19世紀後半、ドン・ファクンド・バカルディによって生み出されたホワイトラム、バカルディ・ラムがキューバ国内で流行し、ドラケのレシピに使用されていたアグアルディエンテが、バカルディに切り替えられて、モヒートという人気カクテルとなった。1931年発行のSloppy Joe's Bar in Havanaのカクテルブックにて、モヒートがバカルディ・ラムのカクテルとして掲載されていた事が、エスクワイア誌のデータベースに記録されている。
ただし、バカルディ社はキューバ革命に伴い1960年にキューバより撤退したため、以降キューバ国内で飲まれているモヒートにはハバナ・クラブが使用されている。
起源について異説には、キューバのさとうきび畑で働く労働者の間で飲まれていたグアラポと呼ばれるサトウキビジュースが発展したものである、というものもある。

## レシピ
1. タンブラーにミントの葉、ライム（レモンを使うこともある）、砂糖[注釈 2]を加え、ペストルと呼ばれる擦りこぎ棒またはバースプーンで潰す。この時あまり力を加えすぎないようにする。
2. その上にラムとソーダ水（トニック・ウォーターを使うこともある）、氷を追加する。ライムの皮を入れずにジュースだけを入れたり、ソーダを入れなかったり、砂糖が少ないレシピもあるので、自分の好きな味を探すと良い。ただし、ライムと砂糖は多めに入れたほうが、氷が溶けても水っぽくならないので、全体に厚みが出る。

アーネスト・ヘミングウェイが愛したことでも有名で、彼の好んだレシピはドライ・ラムにライム、ミントの葉、砂糖ではなくシロップに2ダッシュのビターズであった。ミントの葉は乳鉢ですり潰し、すべてを豪快に混ぜて供されたという。
日本でもベーシックなモヒートだけでなく、ラム・ミント・ライム・砂糖にフルーツや野菜などを加えた様々なバリエーションを施したモヒートが広まりつつある。2013年6月30日には映画『ラム・ダイアリー』が公開されたこともあり、バカルディ・ジャパンが缶入りカクテル「バカルディ モヒート」「バカルディ キューバリブレ」と映画のタイアップキャンペーンを開催を展開した。

## モヒートが有名な店

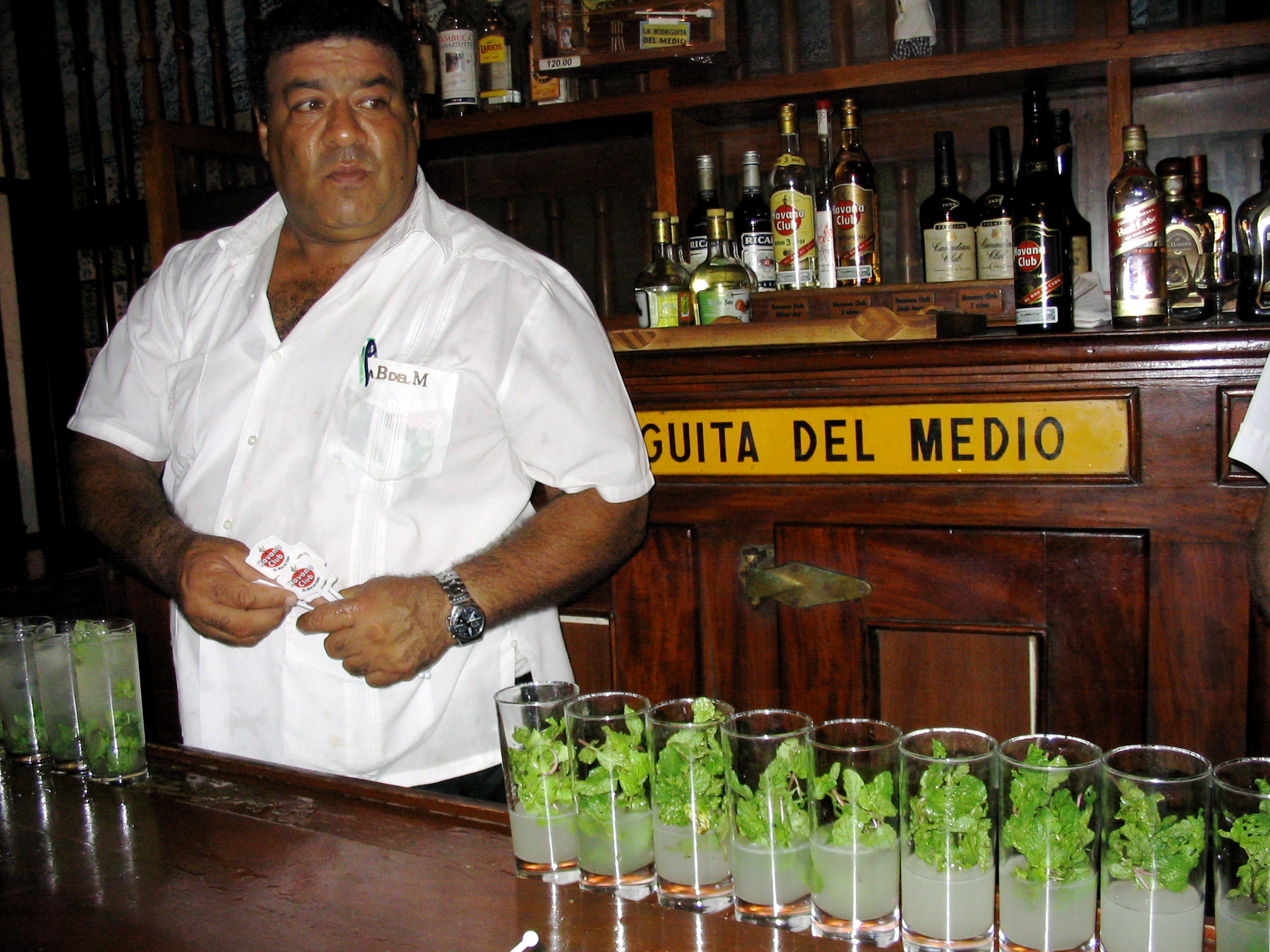
ラ・ボデギータ・デル・メディオ

ハバナの旧市街のバー「ラ・ボデギータ・デル・メディオ」がモヒートを出す店として有名である。1940年代にヘミングウェイもこの店に通い、「わがダイキリはフロリディータにて、わがモヒートはボデギータにて」との言葉を残した（ラ・フロリディータは、同じくハバナ旧市街にある有名なバーの名称である）。
「銀座300BAR」は、年間約40,000杯のモヒートを販売し、またキューババーテンダー協会の会長フェルナンデス氏から本場の味のレクチャーを受けたことから、2017年7月21日にキューバ大使館から日本初のモヒート認定証を授与した。

## ギャラリー

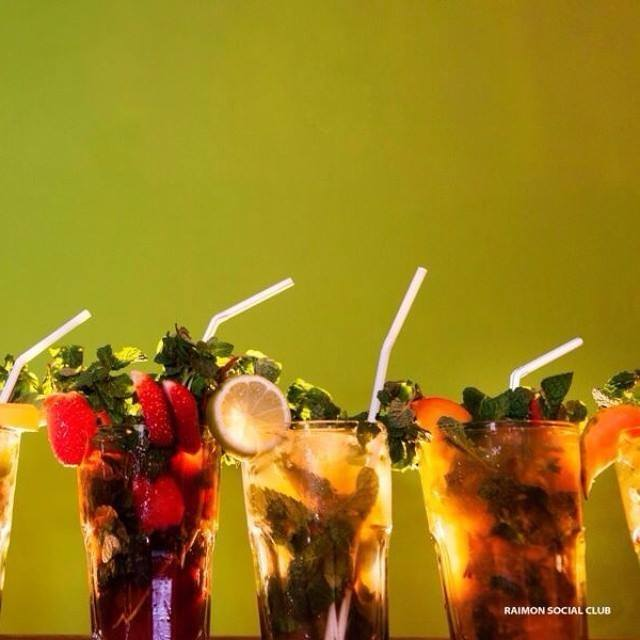
さまざまなモヒート。
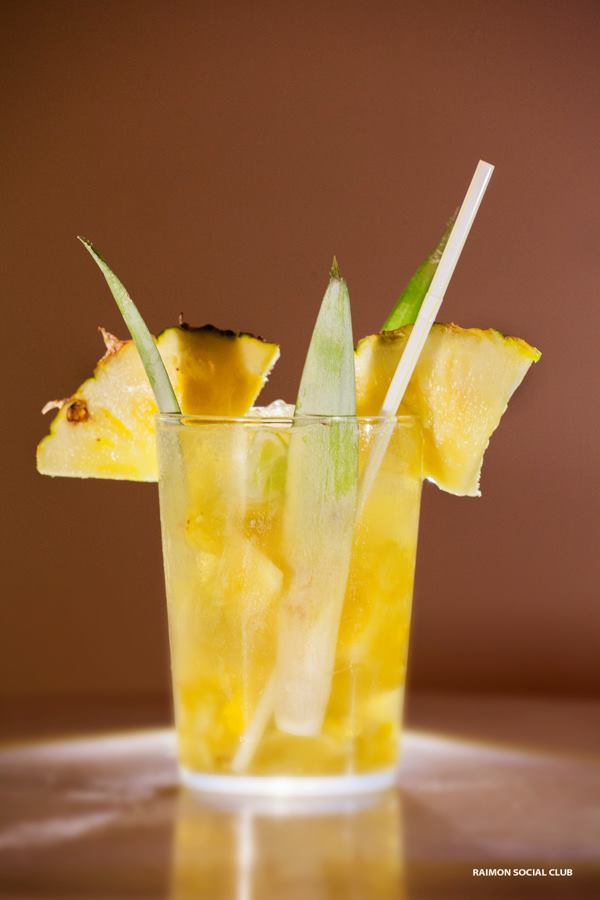
パイナップル・モヒート。岸久によれば、パイナップルは缶詰のものでもよいが、その場合は追加のシロップは必要ないとしている[16]。
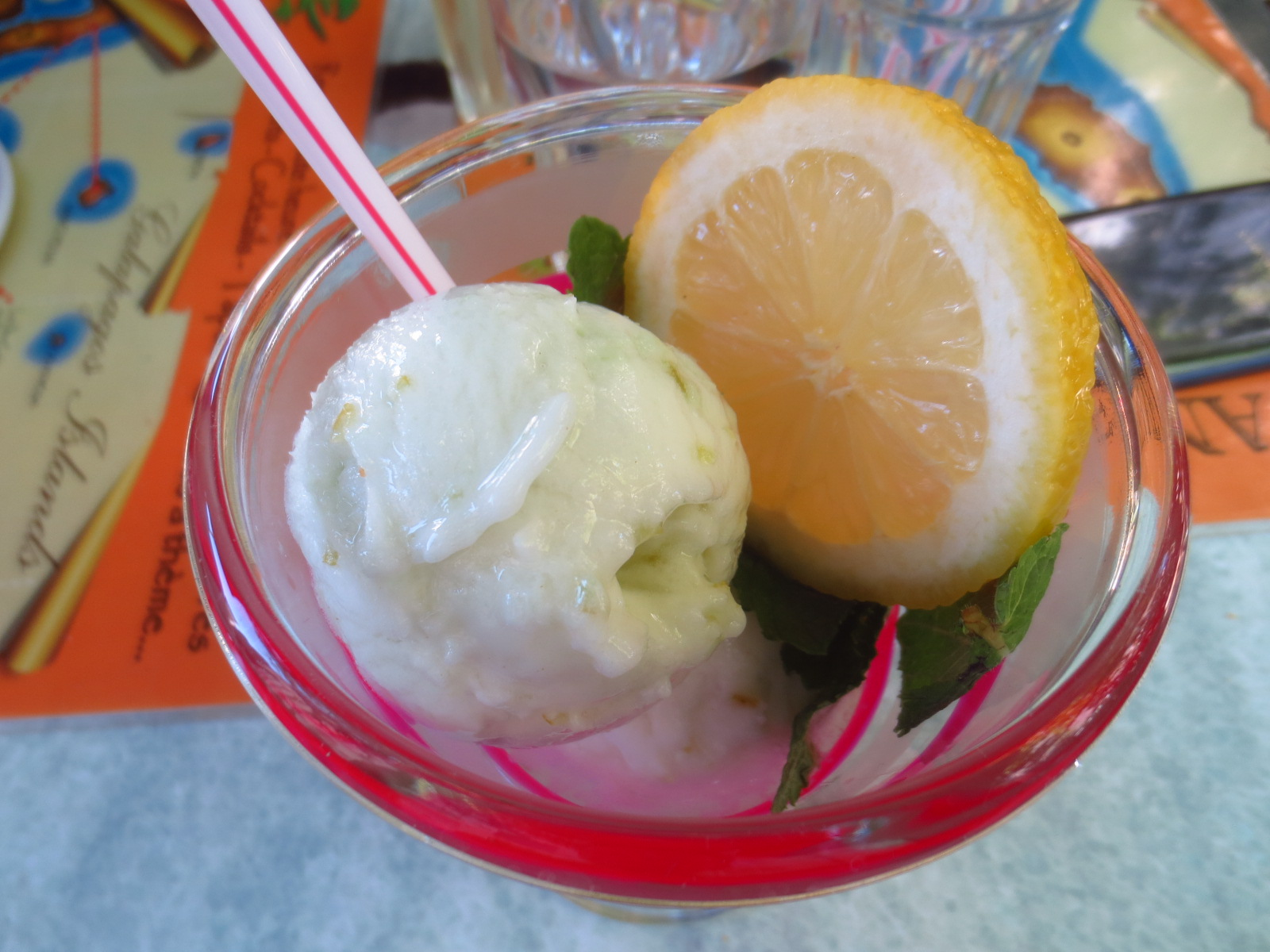
アイスクリームとカットオレンジとともに供されたモヒート。